# Courtomer (Seine-et-Marne)
Courtomer is een gemeente in het Franse departement Seine-et-Marne (regio Île-de-France) en telt 554 inwoners (1999). De plaats maakt deel uit van het arrondissement Melun.

## Geografie
De oppervlakte van Courtomer bedraagt 4,6 km², de bevolkingsdichtheid is 120,4 inwoners per km².
De onderstaande kaart toont de ligging van Courtomer (Seine-et-Marne) met de belangrijkste infrastructuur en aangrenzende gemeenten.

## Demografie
Onderstaande figuur toont het verloop van het inwonertal (bron: INSEE-tellingen).